# دوزیستان
دوزیستان یک رده از مهره‌داران هستند که شامل ۲۵۰ جنس و ۲۵۰۰ گونه هستند.
دوزیستان جانورانی خون‌سرد هستند که دو دوره زندگی دارند. دوران نوزادی در آب زندگی می‌کنند و دوران بلوغ را در خشکی و آب زندگی می‌کنند. دوزیستان در دورهٔ نوزادی دارای باله هستند و در آب شنا می‌کنند و مانند ماهی‌ها با آبشش تنفس می‌کنند اما وقتی بزرگ شدند دارای دست و پا می‌شوند و به وسیلهٔ شُش تنفس می‌کنند دوزیستان همانند ماهی‌ها تخم‌گذار هستند. قورباغه و وزغ جزء دوزیستان هستند.
دوزیستان دارای نیش و چنگال نیستند ولی دارای سیستم دفاعی دقیقی بوده که به خوبی فعال می‌باشد. آن‌ها دارای بدنی کوچک و لغزنده بوده و طبیعتی آرام دارند. بیشتر گونه خودشان را در روز نشان نمی‌دهند. دوزیستان جهت بقاء خود از ترفندهای دیگر نظیر هم رنگ شدن با محیط (نظیر آفتاب‌پرست) استفاده می‌کنند و دارای دوره دگردیسی کامل هستند.

## پیشینه تکامل

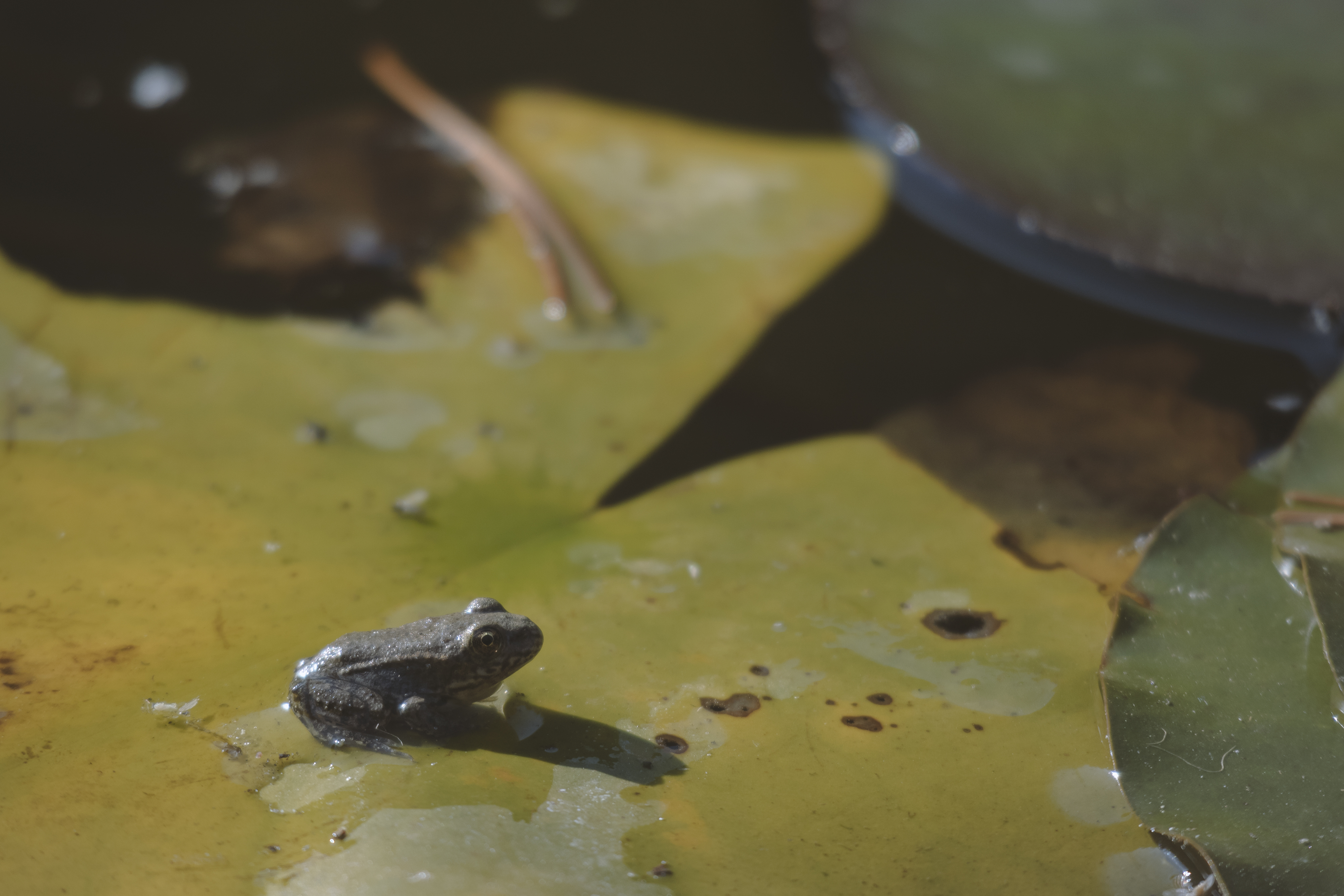
یک قورباغه در آبگیری در باغ بوتانیکال شهر تفلیس پایتخت گرجستان

دوزیستان از حدود ۳۶۰ میلیون سال پیش گام به خشکی نهادند و از حدود ۳۰۰ میلیون سال پیش توانستند وابستگی خود را به آب و محیط‌های مرطوب برای بقا و زادآوری کم یا قطع نمایند و با شش تنفس کنند.
بسیاری از دودمان‌های دوزیستان اولیه کالبدهای نسبتاً بزرگی را تکوین دادند و به مکان‌های مسکونی موجود دست یافتند و تبدیل به گیاهخواران و شکارچیان بسیاری از اقلام غذایی محیط‌های آبی، نیمه آبی و زمینی گردیدند. گرچه آن‌ها باید کاملاً پرطاقت بوده و شاید در این جنبه با خزندگان برابری کرده باشند، ولی هنوز برای تولید مثل، نظیر قورباغه‌ها و سمندرهای امروزی، به آب وابسته بوده‌اند.
دوزیستان جدید کاملاً متفاوت از دوزیستانی هستند که حدود ۷۵ میلیون سال بر قلمرو زمین فرمان راندند. نیاکان دوزیستان امروزی احتمالاً طی اواخر دوران دیرین‌زیستی به‌وجود آمده‌اند: بدن آن‌ها کوچک بود و با مناطق زیستی حاشیه‌ای سازگاری یافتند و از منابعی استفاده می‌کردند که مورد استفادهٔ خویشاوندان بزرگشان واقع نمی‌شد. شاید بدین طریق آن‌ها از رقابت با مهره‌داران بعدی گریخته باشند.
خزندگان از یک دودمان دوزیستی ابتدایی پدید آمدند که در نتیجهٔ تکامل تخمی که می‌توانست در محیط خشکی رشد کند، از وابستگی به آب آزاد شده بود. خزندگان به سرعت شاخه-شاخه شدند و در تمام محیط‌هایی که توسط پسر عموهای دوزیستی بزرگشان اشغال شده بود، گسترش یافتند و شکارچیان و رقبای موفقی گردیدند. دوزیستان بزرگ در اواخر دورهٔ تریاس به تدریج از میان رفتند.

## دسته‌بندی دوزیستان
به‌طور سنتی ردهٔ دوزیستان شامل آن دسته از چهاراندامان می‌شود که در زمره آب‌پرده‌داران قرار نمی‌گیرند یعنی مشیمه ندارند. ردهٔ دوزیستان به سه زیررده بخش می‌شود که دو زیررده از آن منقرض شده‌اند: (علامت † در زیر).
- زیرردهٔ پوک‌مهرگان† (Lepospondyli) (گروه کوچکی در دیرینه‌زیستی که شاید نزدیکی بیشتری به آب‌پرده‌داران داشته تا نرم‌دوزیستان)
- زیرردهٔ بریده‌مهرگان† (Temnospondyli) (گروه متنوعی از دیرینه‌زیستی و میان‌زیستی آغازین)
- زیرردهٔ نرم‌دوزیستان (Lissamphibia) (شامل همه دوزیستان امروزی نظیر قورباغه‌ها، سمندرها، و سمندرهای کرمی)
  - بی‌دمان (Anura) (یا راستهٔ پرشگرسانان (Salientia) دربرگیرندهٔ قورباغه، وزغ و خویشاوندان)
  - دم‌داران (Caudata) (یا راستهٔ سمندرسانان (Urodela) دربرگیرندهٔ سمندر، سمندرک و خویشاوندان)
  - برهنه‌ماران (Gymnophiona) (راسته‌ای دربرگیرندهٔ کلاد بی‌پائیان (Apoda) یعنی سمندرهای کرمی و خویشاوندان)
  - دگردم‌داران† (Allocaudata) (راسته‌ای دارای یک خانواده آلبان‌خزندگان که حدود دو و نیم میلیون سال پیش منقرض شده است)

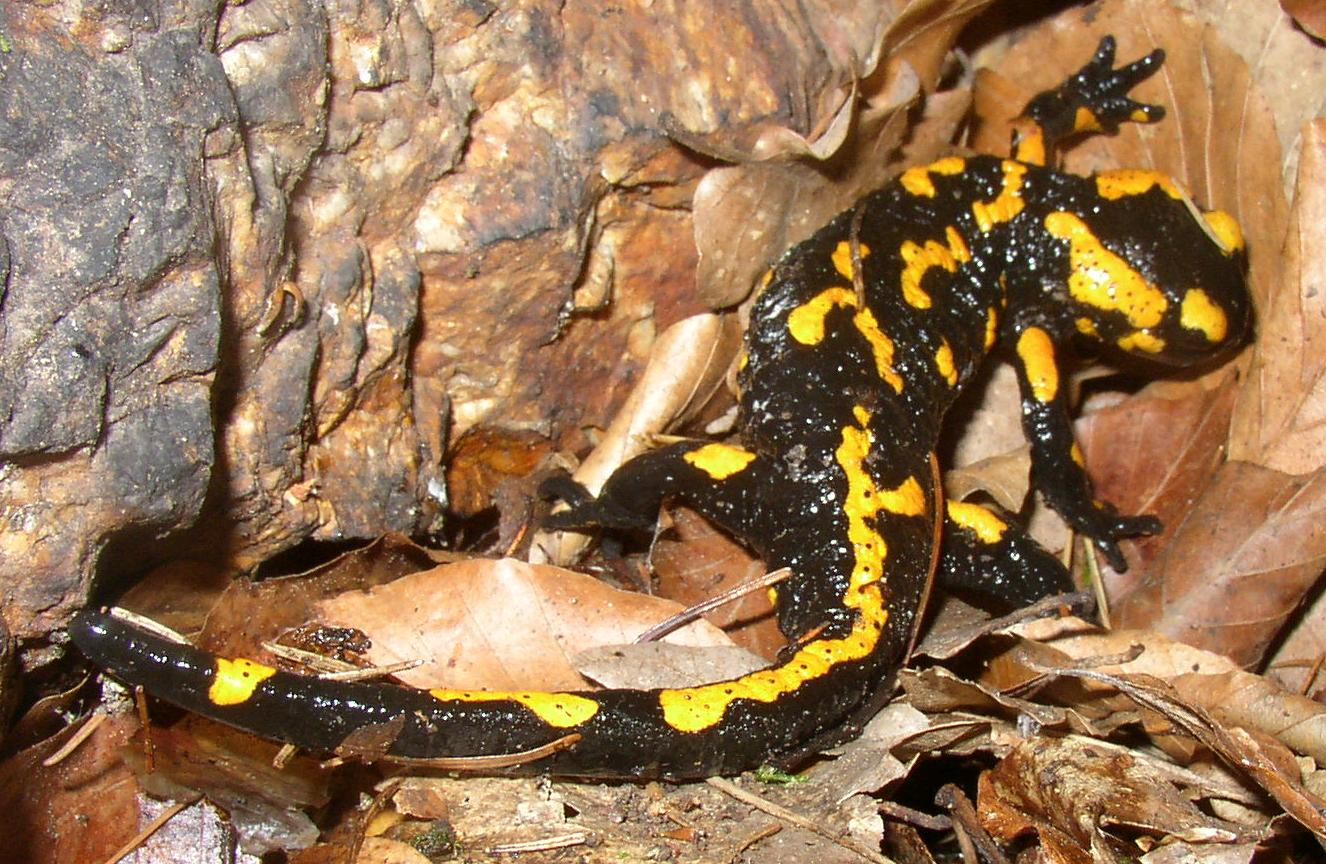
دوزیستی به نام سمندر آتشین

## ویژگی‌ها
- پوست آنها برهنه، مرطوب و نرم است، با غدد مخاطی زیاد که ترشحات غدد باعث نرم و مرطوب شدن پوست می‌شود. پولک یا فلس روی پوست وجود ندارد.
- دو جفت اندام حرکتی برای راه رفتن یا شنا کردن دارند. تعداد انگشتان بین ۵–۴ عدد است. بین انگشتان در انواعی پرده شنا دیده می‌شود مانند قورباغه.
- اسکلت آنها کاملاً استخوانی است و مهره‌ها دنده ندارند.
- قلب از دو دهلیز جدا و یک بطن مشترک با ۳ جفت سرخرگهای خروجی از بطن است. گردش خون مضاعف و ناقص است.
- تنفس آنها به‌وسیله آبششها، شش‌ها، پوست و پوشش داخلی دهان انجام می‌شود.
- مغز دارای دو نیم‌کره رشد طولی یافته است. لوب‌های بویایی رشد متوسط دارند و از مغز ۱۰ جفت اعصاب جمجمه‌ای جدا می‌شود.
- همانند ماهی‌ها جانوران خونسردی هستند.
- لقاح در انواعی داخلی و در انواعی خارجی است. اکثراً هم تخم‌گذار هستند.